# Erwin Heinle

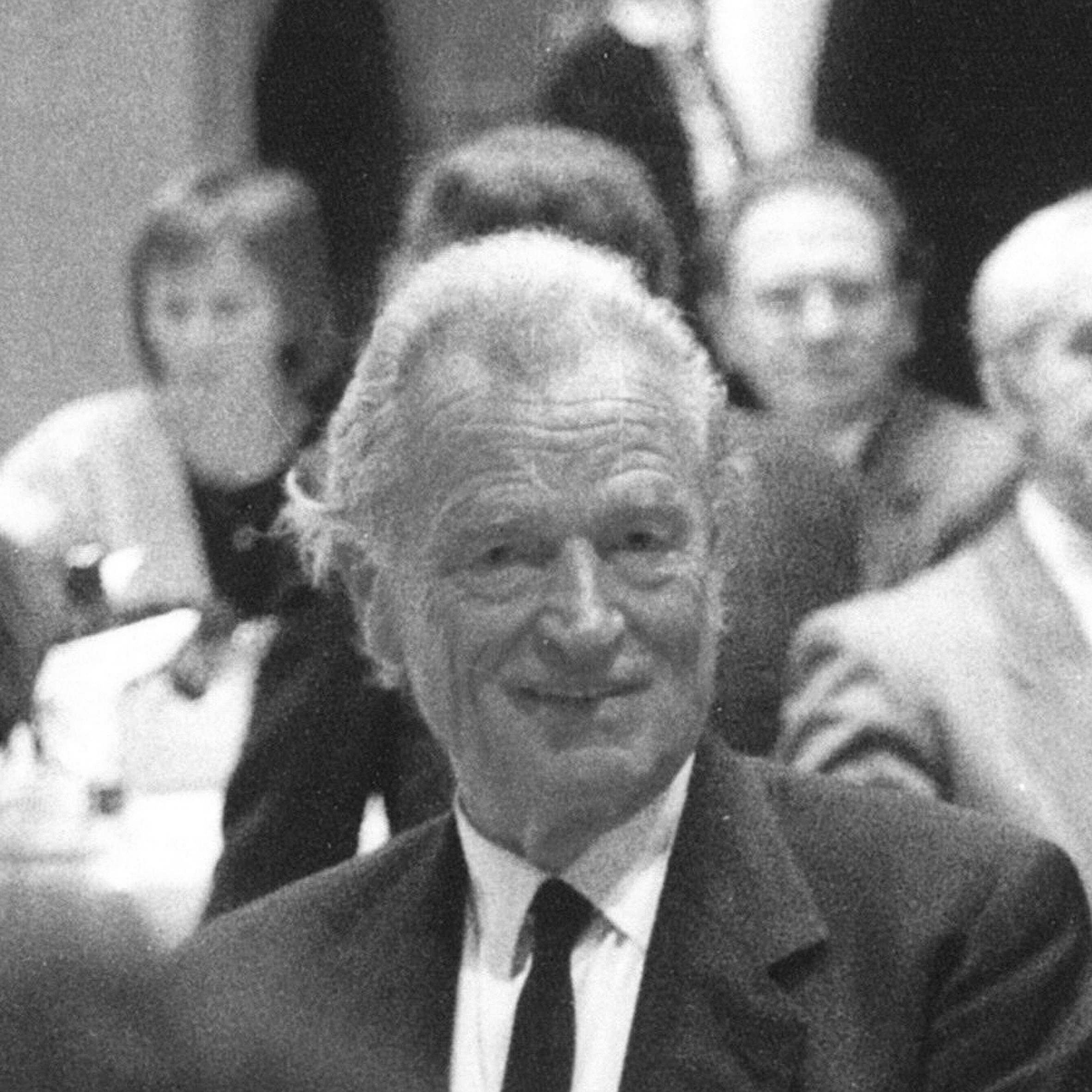
Erwin Heinle

Erwin Heinle (* 5. April 1917 in Stuttgart; † 3. Januar 2002 in St. Anton am Arlberg) war ein deutscher Architekt und Hochschullehrer.

## Leben
Erwin Heinle studierte nach Kriegsende Architektur an der Technischen Hochschule Stuttgart und schloss das Studium 1949 als Diplom-Ingenieur ab. Von 1950 bis 1954 war er Assistent von Günter Wilhelm an der Technischen Hochschule und Leiter von dessen Büro. 1962 gründete er mit Robert Wischer das Architekturbüro Heinle, Wischer und Partner, das noch heute besteht. Bekannte Bauten sind die Bundeswehrhochschule München-Neubiberg, das Deutsche Krebsforschungszentrum, die Pädagogische Hochschule Ludwigsburg, die Zentrale Sporthochschule zu den Olympischen Spielen München 1972. Maßgeblich beteiligt war er an fünf inzwischen unter Denkmalschutz stehenden Bauten: dem Stuttgarter Fernsehturm, dem Landtag von Baden-Württemberg, dem Olympischen Dorf in München, der Pädagogischen Hochschule Ludwigsburg sowie der Zentralen Hochschulsportanlage München. Heinle wurde vor allem für den gemeinsam mit dem Bauingenieur Fritz Leonhardt geplanten und erbauten Stuttgarter Fernsehturm bekannt, wobei jedoch Leonhardt für die Gestaltung (und den konstruktiven Entwurf) verantwortlich war. Der Stuttgarter Fernsehturm wurde für viele nachfolgende Turmprojekte zum Vorbild. Heinle entwarf unter anderem die Fernsehtürme in Mannheim, Nürnberg, Frankfurt und Köln sowie eine Reihe weiterer Fernmeldetürme.
Neben seiner praktischen Tätigkeit wurde Heinle ein Jahr nach seinem Studienabschluss Assistent am Lehrstuhl für Entwerfen und Baukonstruktion an der Technischen Hochschule Stuttgart. 1965 folgte ein Ruf an die Staatliche Akademie der Bildenden Künste Stuttgart, wo er bis 1981 den Lehrstuhl für Hochbau innehatte und längere Zeit zugleich die Abteilung Innenarchitektur und Möbeldesign leitete. Bei der inhaltlichen und organisatorischen Ausrichtung des Diplomstudienganges „Innenarchitektur und Möbeldesign“ sowie der Schaffung einer Prüfungsordnung, die 1976 erstmals in der Bundesrepublik Deutschland die Verleihung des Titels „Diplomingenieur“ an Innenarchitekten und somit diesen die Laufbahn im Höheren Dienst ermöglichte, war seine fachliche Kompetenz hier wie auch bei anderen Reformmaßnahmen in hohem Maße mitentscheidend. Als er 1981 in den Ruhestand trat, verlieh ihm die Akademie die Ehrenmitgliedschaft. In seiner Laudatio nannte ihn der damalige Rektor Wolfgang Kermer einen der Köpfe, die auch in einer Zeit der hochschulpolitischen Auseinandersetzungen und des Umbruchs Garant gewesen seien für die Reputation und die Stabilität der Hochschule. 1981 rief er an der Akademie den Erwin-Heinle-Preis ins Leben, der jährlich abwechselnd in den Studiengängen Architektur, Industrial Design/European Design, Textildesign und Kommunikationsdesign verliehen wird.

## Schriften
- mit Jörg Schlaich: Kuppeln aller Zeiten – aller Kulturen. Deutsche Verlags-Anstalt, Stuttgart 1996, ISBN 3-421-03062-6.
- mit Fritz Leonhard: Türme aller Zeiten – aller Kulturen. Deutsche Verlags-Anstalt, Stuttgart 1997, ISBN 3-421-02931-8.
- mit Thomas Heinle: Bauen für Forschung und Lehre. Deutsche Verlags-Anstalt, Stuttgart 2001, ISBN 3-421-03296-3.